# Helcogramma gymnauchen
Helcogramma gymnauchen är en fiskart som först beskrevs av Weber, 1909.  Helcogramma gymnauchen ingår i släktet Helcogramma och familjen Tripterygiidae. Inga underarter finns listade i Catalogue of Life.